# ريان فورد
ريان فورد (بالإنجليزية: Ryan Ford)‏ (3 سبتمبر 1978 في المملكة المتحدة - ) هو لاعب كرة قدم بريطاني في مركز الوسط. لعب مع مانشستر يونايتد ونوتس كاونتي ونادي غاينسبورو ترينيتي وIlkeston F.C. ‏ وRetford United F.C. ‏.

## وصلات خارجية
- ريان فورد على موقع Soccerbase.com (لاعب) (الإنجليزية)